# Гарольд Гармсворт, 1-й Віконт Ротермір
Гарольд Сідні Гармсворт, 1-й Віконт Ротермір, PC (26 квітня 1868 — 26 листопада 1940) — провідний британський власник газети, який володів компанією Associated Newspapers Ltd. Він найбільш відомий, як і його брат Альфред Гармсворт, пізніше віконт Норткліфф, розробкою Daily Mail і Daily Mirror. Ротермір був піонером популярної таблоїдної журналістики.
Двоє з трьох синів Ротерміра загинули під час Першої світової війни, а в 1930-х роках він виступав за мирні відносини між Німеччиною та Сполученим Королівством і використовував для цього свій вплив на ЗМІ. Його відкрита підтримка фашизму та вихваляння нацизму та Британського союзу фашистів сприяли популярності цих поглядів у 1930-х роках. Ці амбіції, якими Ротермір став найбільш відомим, не увінчалися успіхом, і він загинув на Бермудських островах на початку війни.

## Фон
Гармсворт був другим сином Альфреда та Джеральдіни Мері Гармсворт.
Серед його тринадцяти братів і сестер Альфред Гармсворт, 1-й віконт Норткліфф, Сесіл Гармсворт, 1-й барон Гармсворт, Сер Роберт Лестер Гармсворт, 1-й Баронет, і Сер Гілдебранд Обрі Гармсворт, 1-й Баронет.
Хармсворт отримав освіту в гімназії Сент-Мерілебон, яку він залишив, щоб стати клерком Торгової ради. У 1888 році він приєднався до газетної компанії свого старшого брата Альфреда, а в 1894 році він і його брат придбали Evening News за 25 000 фунтів.

## В'їзд на Фліт-стріт
У 1896 році Хармсворт і його брат Альфред разом заснували Daily Mail, а згодом також запустили Daily Mirror. У 1910 році Гармсворт купив Glasgow Record and Mail, а в 1915 році Sunday Pictorial . До 1921 року він був власником Daily Mirror, Sunday Pictorial, Glasgow Daily Record, Evening News і Sunday Mail, а також володів компанією Associated Newspapers зі своїм братом Альфредом, якого в 1918 році зробили віконтом Норткліффом. Його найбільший успіх прийшов з газетою Daily Mirror, тираж якої становив три мільйони до 1922 року.

## Гранд-Фоллз, Ньюфаундленд
У 1904 році від імені свого старшого брата Альфреда Гармсворт і Мейсон Бітон, син Ізабелли Бітон, відомого автора «Книги про ведення домашнього господарства» місіс Бітон, вирушили до Ньюфаундленду, щоб знайти запас деревини та місце для будівництва і керувати целюлозно-паперовим комбінатом. Під час пошуку вздовж річки Експлойтс вони натрапили на Великий водоспад, названий Джоном Картрайтом у 1768 році. Після того, як двоє британців придбали землю, вони побудували корпоративне містечко, щоб підтримувати лісопромисловців. Він розвивався як Гранд-Фолс-Віндзор. Хармсворт заснував Англо-Ньюфаундлендську корпорацію для збирання врожаю дерев Ньюфаундленду для виробництва паперу, яка стала однією з найбільших корпорацій Ньюфаундленду.

## Авіація
У 1903 році відбувся перший політ, і нова техніка авіації мала дуже романтичний і захоплюючий образ у першій половині 20 століття. Гармсворт був одним із тих, хто захоплювався авіацією, і в 1906 році він придумав, щоб газети Гармсворта пропонували чек на 1000 фунтів стерлінгів за першу людину, яка перелетить Ла-Манш. Гармсворт продовжив цю проблему, запропонувавши ще 10 000 фунтів стерлінгів першій людині, яка полетить з Лондона до Манчестера.

## Почесті
У 1910 році Гармсворт отримав титул баронета з Горсі в графстві Норфолк. Незважаючи на те, що одним із головних конкурентів газет Хармсворта була Daily Express, що належала Максу Ейткенсу (майбутньому лорду Бівербруку), у травні 1913 року Гармсворт вирушив з Ейткенсом у тривалу відрядження до західної Канади. Поїздка до Канади ознаменувала початок дивного альянсу між Ейткенсом і родиною Гармсвортів, який триватиме незалежно від суперництва між Daily Mail і Daily Express. Ейткенс вважав Гармсворта більш близьким із двох братів, оскільки його стосунки з лордом Норткліффом були складними. У 1914 році Хармсворт був зведений до перів як барон Ротермір із Хемстеда в графстві Кент. У 1917 році, коли Ейткенс отримав звання барона Бівербрука, Ротермір був одним із його спонсорів, коли він уперше увійшов до Палати лордів.

## Громадське життя
Політиком, з яким Ротермір був найближчим до Першої світової війни, був Вінстон Черчилль, перший лорд Адміралтейства. У 1915 році Ротермір написав Черчиллю з проханням підвищити одного з його колишніх доповідачів, Джека Круза, до звання капітана Королівської військово-морської дивізії, прохання, яке було задоволено. Злощасна Дарданелльська кампанія, яку сприяв Черчилль, призвела до розриву їхньої дружби. До осені 1915 року битва за Галліполі зайшла в глухий кут, коли союзники не змогли просунутися на висоту Галліполі, а османи не змогли відтіснити союзників назад у море. Лорд Норткліфф використовував свої газети, щоб задокументувати невдачі союзників у Дарданеллській кампанії, і вимагав, щоб союзники залишили Галліполі. Поразка в Дарданеллах серйозно зашкодила репутації Черчилля, і оскільки Гармсворт підтримав свого брата, його дружба з Черчіллем певною мірою зіпсувалася. Проте Ротермір продовжував підтримувати контакти з Черчиллем і час від часу наймав його як спеціального автора про авіацію для Daily Mail.

## Пресовий барон
Коли його старший брат помер у 1922 році, не залишивши спадкоємця, Хармсворт придбав свій контрольний пакет акцій Associated Newspapers за 1,6 мільйона фунтів стерлінгів, а наступного року придбав мережу газет Hulton, яка дала йому контроль над трьома національними ранковими газетами, трьома національними недільними газетами, двома Лондонські вечірні газети, чотири провінційні щоденні газети та три провінційні недільні газети. Щоб заплатити мито за смерть Норткліффа, Ротермір продав Associated Press і Times. Ротермір був третьою найбагатшою людиною у Великобританії зі статком у 1922 році в 780 мільйонів фунтів стерлінгів. Один сучасник, який знав його, назвав його «гордим, грубим капітаном промисловості» зі схильністю до грубості.

## Сім'я
Лорд Ротермір одружився з Ліліан Шаре, дочкою Джорджа Уейда Шара, 4 липня 1893 року. У них було троє синів, двоє старших загинули на Першій світовій війні:
- Капітан Гарольд Альфред Вів'ян Сент-Джордж Гармсворт MC (2 серпня 1894 – 12 лютого 1918), помер від ран у віці 23 років після служби в 2-му бн. Ірландська гвардія у Франції. Через тиждень після смерті нагороджений Військовим хрестом. Похований на кладовищі Хемпстед[14].
- Лейтенант Вер Сідні Тюдор Гармсворт (25 вересня 1895 р. – 13 листопада 1916 р.), загинув під час бою в перший день битви при Анкрі, у віці 21 року, коли служив у Hawke Bn. 63-тя (Королівська військово-морська) дивізія, Королівський військово-морський резерв . Він похований на британському кладовищі Анкр у Бомон-Амель на Соммі[15].
- Есмонд Гармсворт, 2-й віконт Ротермір (29 травня 1898 – 12 липня 1978)